# Raphaël Constant
Pour les articles homonymes, voir Constant.
Raphaël Constant, né le 25 septembre 1955 à Paris XIe, est un avocat français. 
Il exerce la profession d'avocat au barreau de Fort-de-France. L’avocat Constant a été élu en octobre 2013 par ses pairs à la tête du barreau de Fort de France. Monsieur Constant s’était déjà distingué entre 2010 et 2012 quand il dirigeait le barreau de Fort de France.
Le bâtonnier Raphaël Constant rempile pour deux années supplémentaires à la tête du barreau de Fort de France . Depuis 2014, il représente tous les avocats exerçant en Martinique.
Il est également avocat pour l'accusé Théoneste Bagosora, devant le Tribunal pénal international pour le Rwanda (TPIR / ICTR),,,.